# Glochinorrhinus
Glochinorrhinus är ett släkte av skalbaggar. Glochinorrhinus ingår i familjen vivlar.
Kladogram enligt Catalogue of Life:
| Glochinorrhinus | \| \| Glochinorrhinus cooki \| \| \| \| \| \| Glochinorrhinus doubledayi \| \| \| \| \| \| Glochinorrhinus evanidus \| \| \| \| |
|                 | \| \| Glochinorrhinus cooki \| \| \| \| \| \| Glochinorrhinus doubledayi \| \| \| \| \| \| Glochinorrhinus evanidus \| \| \| \| |
|                 | Glochinorrhinus cooki |
|                 | |
|                 | Glochinorrhinus doubledayi |
|                 | |
|                 | Glochinorrhinus evanidus |
|                 | |